# Maître de Santi Cosma e Damiano

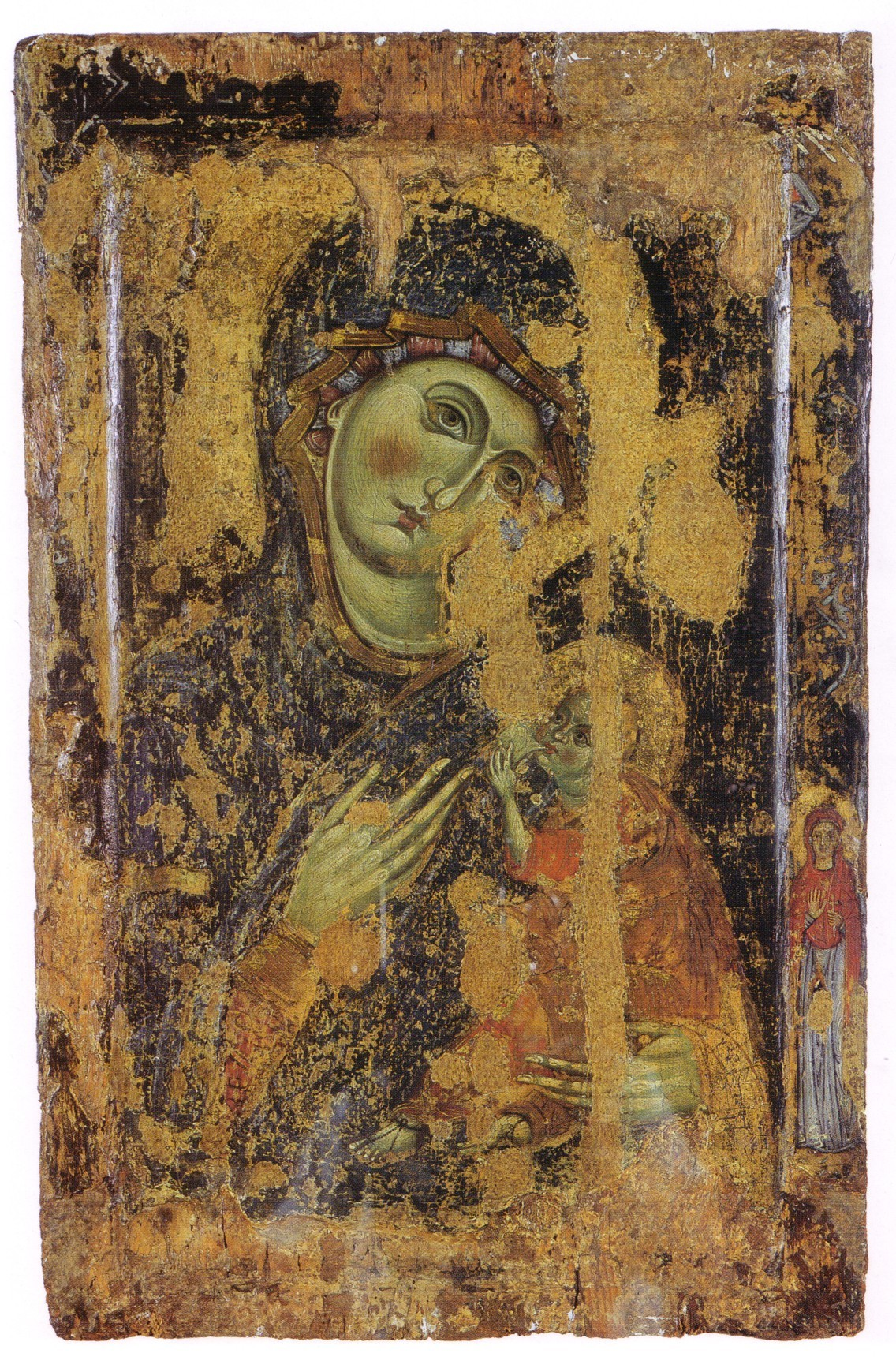
Vierge à l'Enfant éponyme
Pise, église Santi Cosma e Damiano

Le Maître de Santi Cosma e Damiano  (en italien, Maestro dei Santi Cosma e Damiano, ou Maestro della Madonna dei Santi Cosma e Damiano) est un peintre anonyme pisan, de facture giuntesque, actif entre 1240 et 1270 environ.
Garrison est à l'origine de son nom de convention en 1949, 
le dénommant d'après la Vierge à l'Enfant conservée en l'église Santi Cosma e Damiano à Pise.
L’œuvre regroupée sous son nom constitue un premier développement de qualité de la leçon de Giunta Pisano, partageant avec le Maître de San Martino/Ugolino di Tedice et Cimabue - certainement les deux plus illustres élèves de Giunta - certains procédés, mais qui chez notre maître resteront toujours visibles, presque grossiers - au point que l'on a pu penser à une signature d'atelier, alors que, poussés à l'extrême, devenus subtils, ils serviront une nouvelle esthétique chez ces derniers.
Sa présence à Sienne (cf. Madone Mantellini) témoigne à la fois du rayonnement de la peinture pisane, et du déplacement de l'hégémonie économique et culturelle de Pise vers Sienne et Florence.
Enfin cette présence à Sienne et d'indéniables similitudes stylistiques ont amené Bellosi en 1998 à identifier ce maître anonyme à Gilio di Pietro, peintre documenté à Sienne de 1249 à 1261, mais cette identification ne fait pas aujourd'hui l'unanimité des critiques.

## Constitution du corpus
En 1949, Garrison réunissait sur la base de fortes similitudes stylistiques (entre autres : un nez caractérisé par une narine séparée de l'arête nasale, le bout en forme de cuillère que l'on retrouve tout aussi fortement marquée en haut du nez; la tache rouge des joues, dégradée en coups de strigile rayonnants; une arcade sourcilière marquée et cernée, presque géométrique; les deux filaments blancs sur le côté de l’œil qui descendent en courbe parallèle après avoir remonté la rondeur de la pommette et enfin la pupille entourée d'une sclérotique constituée de cercles concentriques blancs différenciés) les cinq madones giuntesques suivantes :

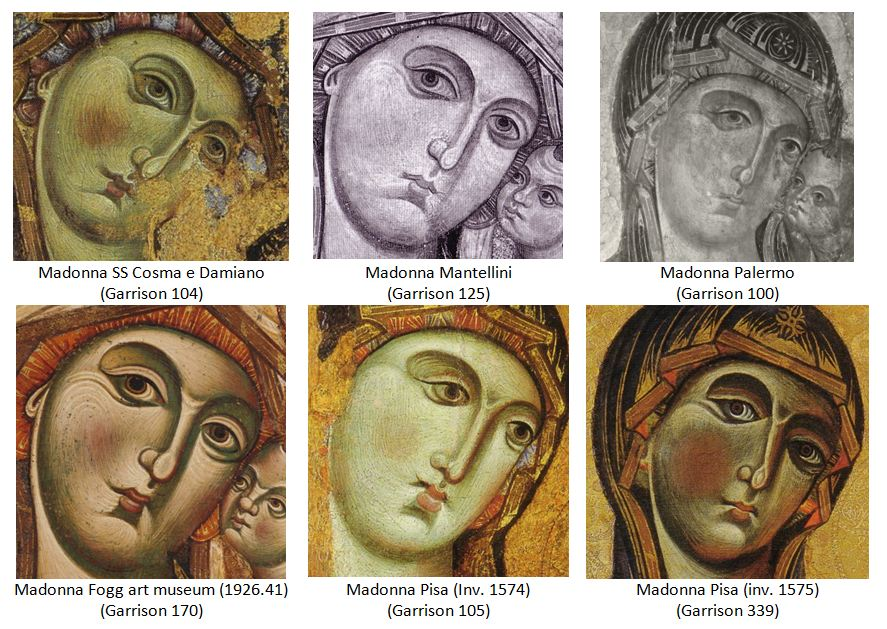
Maître de Santi Cosma e Damiano
les 5 madones regroupées par Garrison (et la no 339)

- la Vierge allaitant (Galaktotrophousa) éponyme, provenant de l'église Santi Cosma e Damiano à Pise (Garrison no 104)
- la Madone de San Niccolò del Carmine[8] Sienne, dite aussi Madone dei Mantellini (Garrison no 125)
- la Madone actuellement à la pinacothèque de Palerme (Garrison no 100)
- la Vierge de tendresse (Glykophilousa) du Fogg Art Museum (1926.41) de Cambridge (Mass.) (Garrison no 170)
- la Madone (Odigitria) du Museo Civico de Pise (no 13, aujourd'hui inv. 1574) (Garrison no 105)

Garrison indiquait en outre que ce regroupement pouvant nous donner une idée de ce à quoi pouvait ressembler le traitement de ce thème (la  Vierge à l'Enfant) par Giunta Pisano - en effet, aujourd'hui, nous n'en connaissons pas du maître.
Carli en 1958 même s'il écartait la relation entre la Madone de Santi Cosma e Damiano et la Madone Mantellini, mettait en avant la forte similitude entre celle-ci, celle du Fogg art museum et une troisième, la Madone no 8 (aujourd'hui inv. 1575) du museo civico de Pise, que Garrison, sous le numéro 339, avait clairement dissociée des 5 autres.
Par la suite, Marques confirmait la pertinence du regroupement, complétant le groupe des six madones (les cinq de Garrison et la Madone no 8 identifiée par Carli) par une septième celle de la collection Acton (Garrison no 83), ajoutant cependant qu'il était « oiseux de conjecturer s'il s'y agit d'une seule main ou de l'activité plus probable d'un atelier opérant vers le troisième quart du siècle ». En 2008, Angelilli reprendra cette question : « Les différents numéros du catalogue du Maître de Santi Cosma e Damiano montrent un écart important entre leur forme et leur qualité, au point de nous faire penser que derrière ce nom unique est caché non pas la main d'un seul artiste, mais la production d’un atelier hétérogène, dont les membres pouvaient et savaient recourir à divers expédients iconographiques et formels pour assurer la cohérence de leur production d’atelier ».
En 1990, Tartuferi démontrait de manière convaincante que la Madone de Santi Cosma e Damiano et la Madone (no 8 / inv. 1575 / Garrison no 339) de Pise étaient de la même main.

## Datation
La datation initialement proposée par Garrison - de 1260 à 1285 - a cependant été unanimement avancée à 1240-1270, - du fait de la forte marque giuntesque et de l'utilisation de procédés (les cercles concentriques blancs de la sclérotique, les coups de strigiles rayonnants) maladroitement réalisés chez le maître de Santi Cosma e Damiano alors qu'exploités de manière particulièrement subtile, veloutée chez le Maître de San Martino ou chez Cimabue. La Madone (inv. 1574) de Pise offre d'ailleurs un style à mi-chemin entre celui de notre maître et celui du Maître de San Martino.

## L'identification à Gilio di Pietro proposée par Bellosi

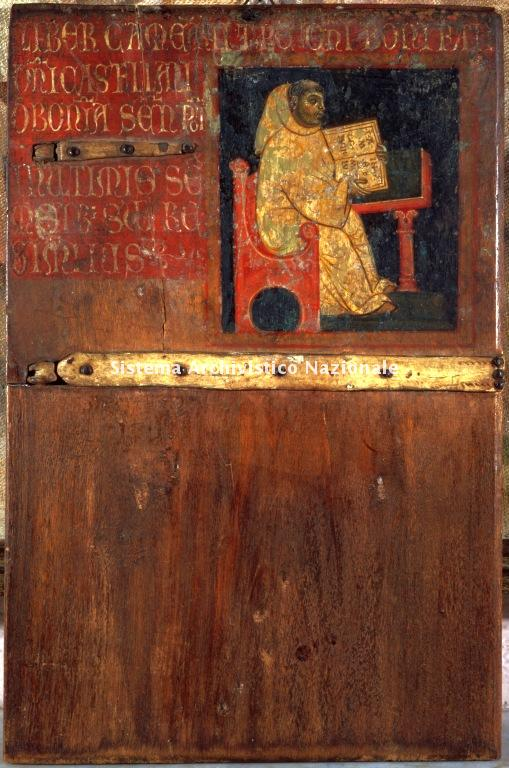
Gilio di Pietro Biccherna (1258)
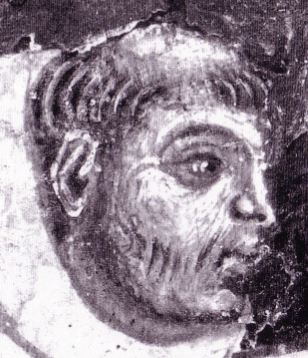
Biccherna (1258) détail du visage du frère Ugo

Gilio di Pietro est un peintre documenté à Sienne entre 1247 et 1261, date de sa mort, surtout connu comme auteur de la plus ancienne biccherna qui nous soit parvenue, celle de 1258, représentant le frère Ugo. Bellosi étudiant de manière détaillée le visage de celui-ci, et le comparant à la Madone Mantellini notamment, y a vu les caractéristiques du style du Maître de Santi Cosma e Damiano.

## Liste des œuvres attribuées
- la Vierge à l'Enfant (1260/1270), tempera et or sur panneau, 75 × 49 cm, Pise, chiesa dei Santi Cosma e Damiano ; œuvre éponyme, appelée par ailleurs Madonna del Patrocinio[16],[17]
- la Madone des Mantellini (v. 1260/1270), tempera et or sur panneau, 78 × 49 cm, Sienne, chiesa San Niccolò del Carmine[18]
- la Vierge à l’Enfant, (v. 1260/1270), tempera et or sur panneau, 107 × 59 cm, Palerme, Galerie nationale de Sicile[19]
- la Vierge à l’Enfant, (v. 1260/1270), tempera et or sur panneau, 64 × 44 cm, Cambridge (Mass.), Fogg Art Museum (no 1926.41)[20]
- la Vierge à l'Enfant avec deux anges (v.1260), tempera et or sur panneau, 87,6 × 50,2 cm, Pise, Musée national San Matteo (inv. 1574 ; anc. no 13)[21],[14]
- la Vierge à l'Enfant avec deux anges (v.1260), tempera et or sur panneau, 85,4 × 56 cm, Pise, Musée national San Matteo (inv. 1575 ; anc. no 8)[22],[11]

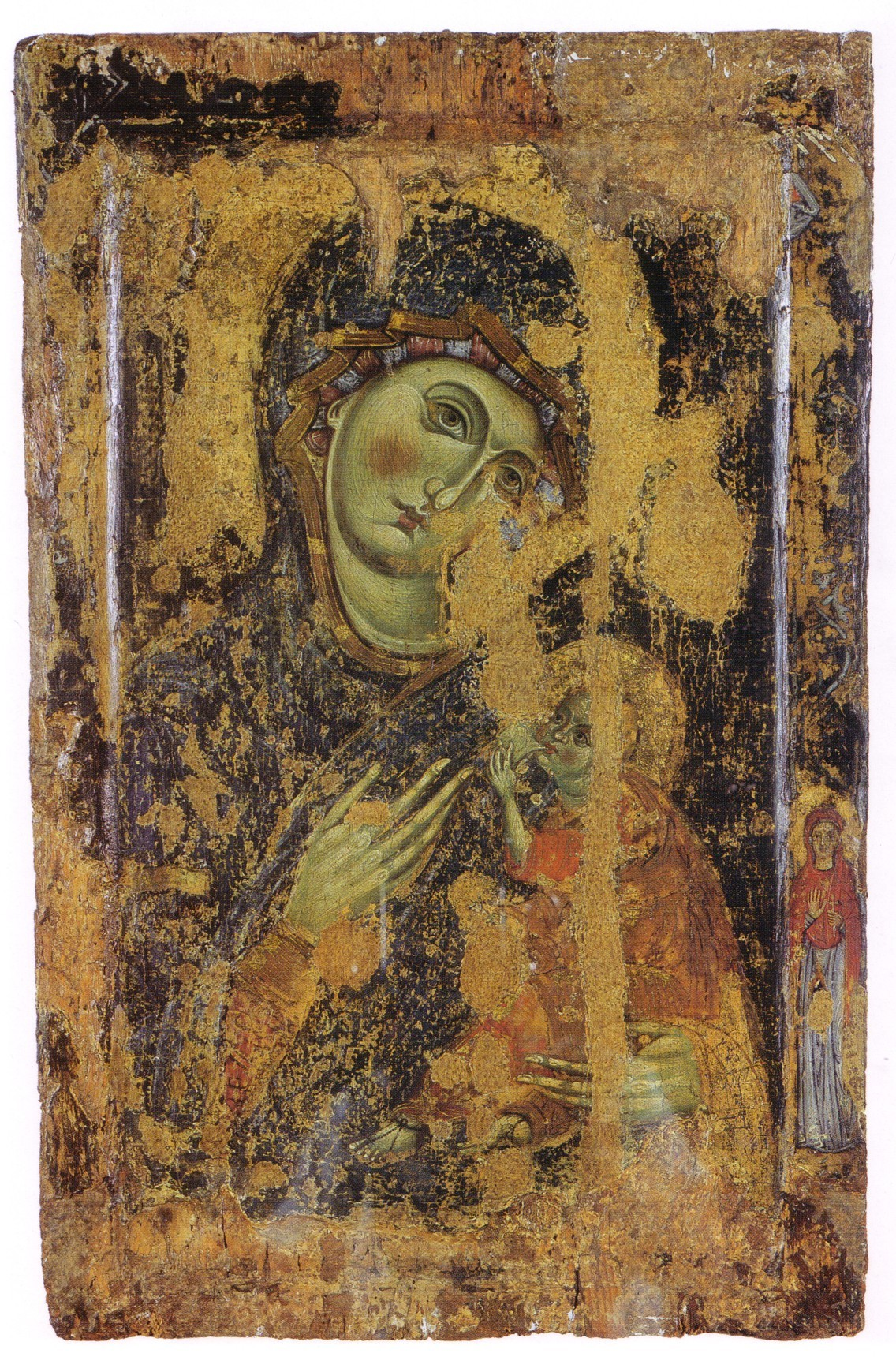
Madone Pise, Santi Cosma e Damiano
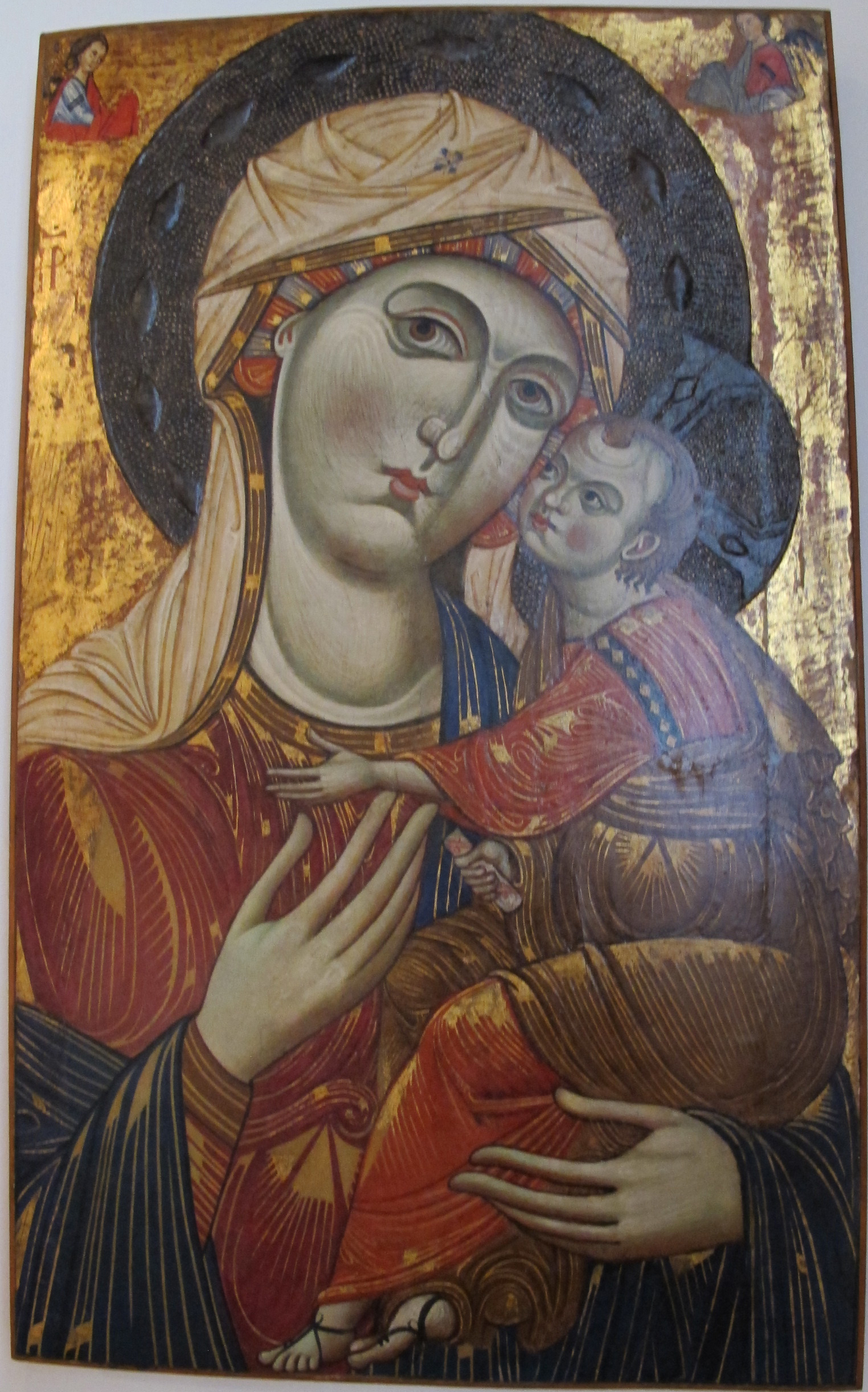
Madone des Mantellini Sienne, San Niccolò del Carmine
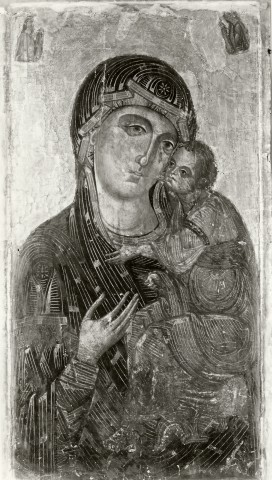
Madone Palerme, Galleria Regionale della Sicilia
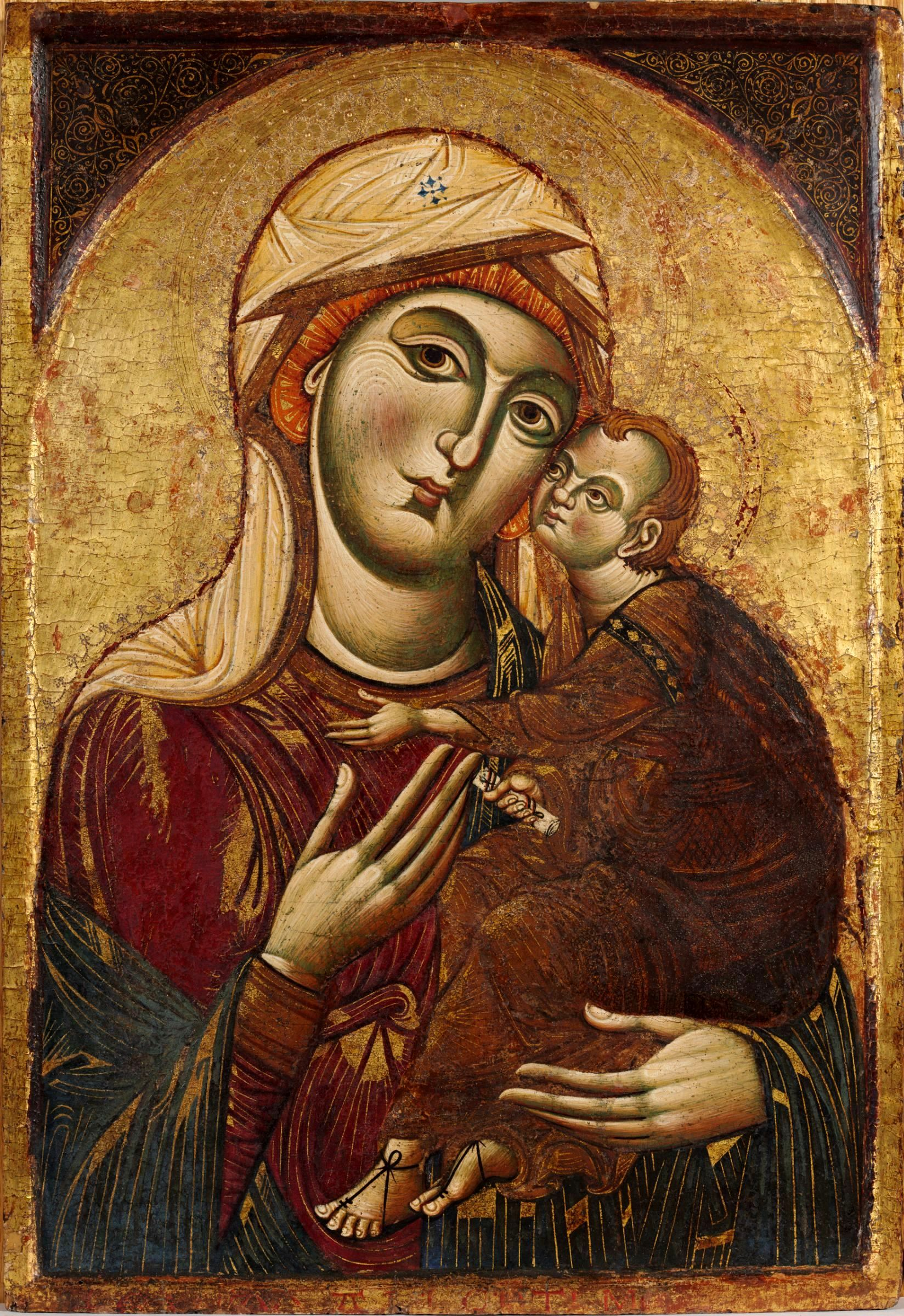
Madone Cambridge (Mass.), Fogg Art Museum
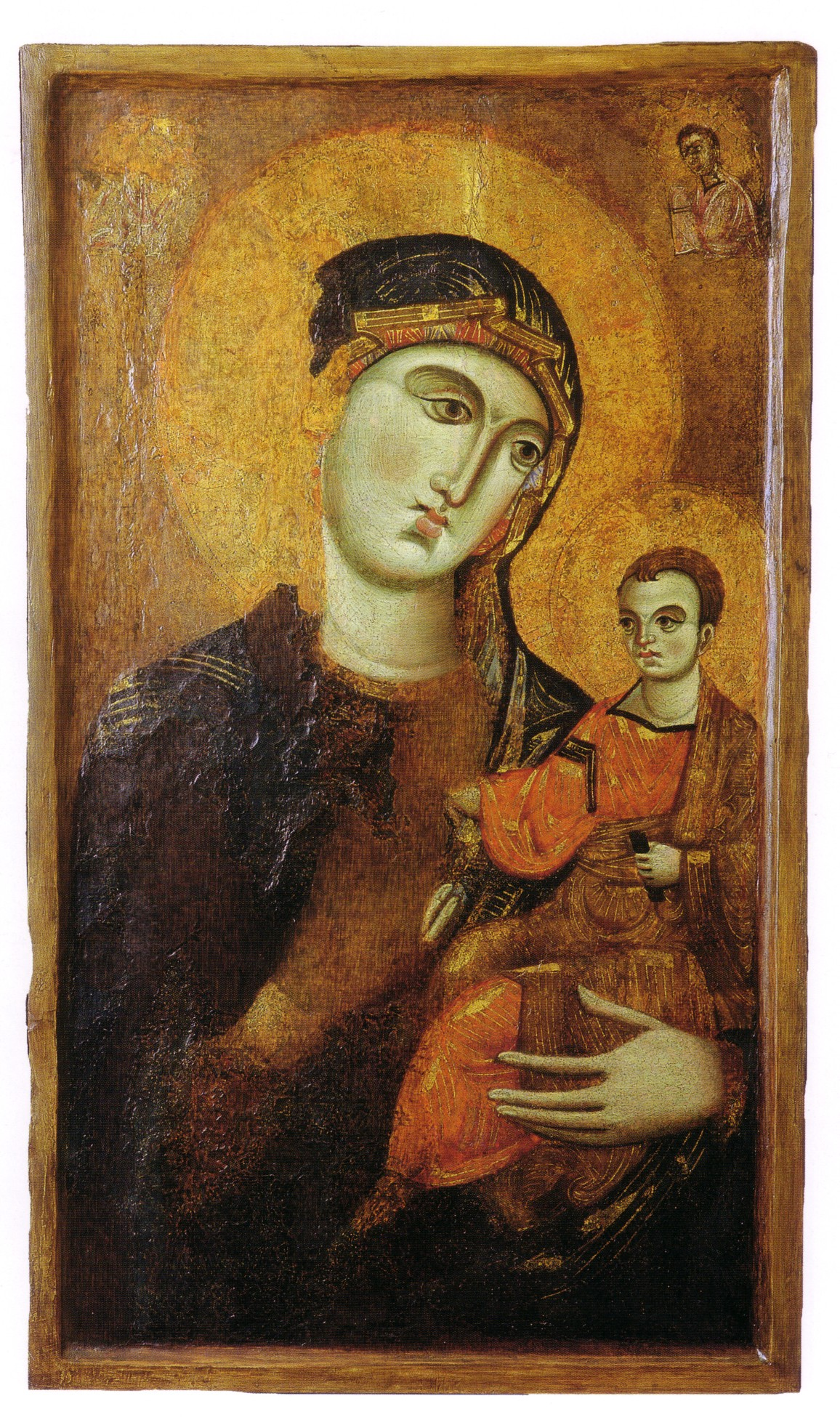
Madone Pise, Musée national San Matteo (inv. 1574)
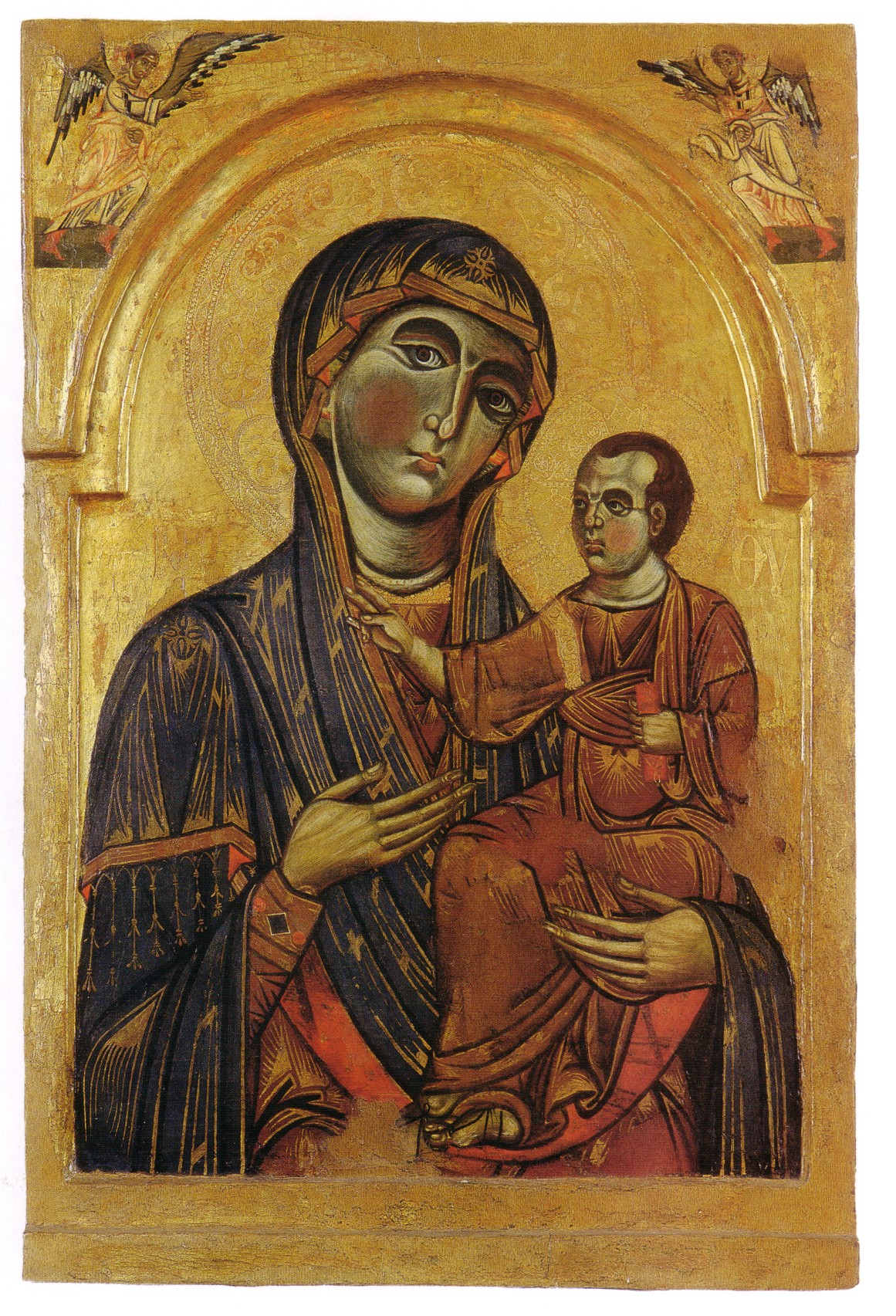
Madone Pise, Musée national San Matteo (inv. 1575)

Autres attributions :
- Vierge à l'Enfant, Florence, (v.1260), tempera et or sur panneau, Florence, Villa La Pietra, collection Acton[4]
- Frère Ugo, moine de San Galgano, camerlingue, tavoletta di Biccherna répertoriée no 1 (1258), tempera sur panneau, 35 × 24 cm, Sienne, Archivio di Stato di Siena[5]

## Sources
Les sources de cet article sont signalées par le symbole  dans la biographie ci-dessous.